# 海龟绘图
在计算机图形学中，海龟绘图是指在笛卡尔坐标系上使用相对光标（“海龟”）画出的的矢量图形。海龟绘图是Logo 编程语言的关键特性之一。 

这个动画展示了如何通过海龟绘图中前进（forward）和转动（turn）组合命令来绘制图形

使用迭代海龟绘图算法绘制的螺旋图案

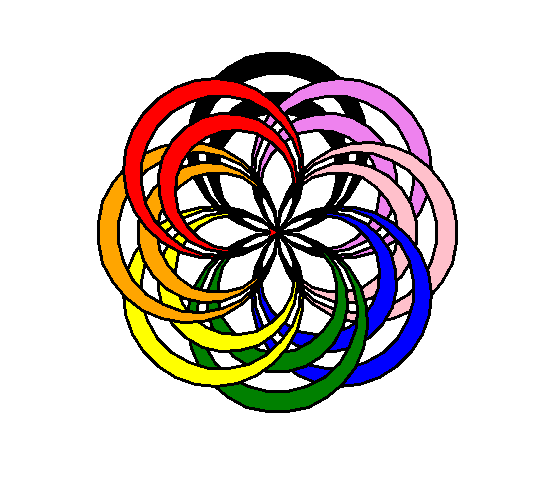
用Python中使用海龟绘图模块绘制的图案

在海龟绘图中，“海龟”具有三个属性，即海龟的坐标、方位（或方向）和作为画笔，而画笔也有属性，即画笔的颜色、宽度和开/关状态（也称为down和up ）。
1. ↑  Goldman, Ron; Schaefer, Scott; Ju, Tao.  (PDF). CSE.WUSTL.edu. （原始内容存档 (PDF)于2022-06-29）.